# Guido Trento
Guido Trento (1892 – 1957) foi um ator de teatro e cinema italiano. Trendo atuou em mais de setenta filmes durante sua carreira, principalmente na Itália, durante a era do cinema mudo. Ele seguiu com papéis posteriores para Fox, como Street Angel (1928).

## Filmografia selecionada
- La storia di un peccato (1918)
- Nero (1922)
- Una nueva y gloriosa nación (1928)
- Street Angel (1928)
- Secrets of the French Police (1932)